# Matthias Sindelar
Matthias Sindelar (10 februari 1903 – 23 januari 1939) was een Oostenrijkse voetballer.
Hij speelde als aanvaller voor het Oostenrijkse team in het begin van 1930 in het bekende Wunderteam, dat hij aanvoerde tijdens het WK 1934.
Na de Anschluss van 1938 weigerde hij uit te komen voor Nazi-Duitsland. Zijn plotselinge dood op 35-jarige leeftijd werd officieel toegeschreven aan koolstofmonoxidevergiftiging.